# Madaglymbus strigulifer
Madaglymbus strigulifer är en skalbaggsart som först beskrevs av Régimbart 1903.  Madaglymbus strigulifer ingår i släktet Madaglymbus och familjen dykare.

## Underarter
Arten delas in i följande underarter:
- M. s. laevis
- M. s. strigulifer